# Itamuton leptus
Itamuton leptus är en stekelart som först beskrevs av Porter 1967.  Itamuton leptus ingår i släktet Itamuton och familjen brokparasitsteklar. Inga underarter finns listade i Catalogue of Life.